# Riu Dong Nai
El Riu Đồng Nai és un riu del Vietnam que neix als altiplans centrals del Vietnam al sud del país. Aproximadament fa 586 km de llargada. Té una conca de 38.600 km².Dona nom a la Província de Đồng Nai.
Junt amb el Mekong és una via històrica de contacte amb els països veïns, Cambodja, Laos i Xina.